# Richard Richterek
Richard Richterek (11. února 1942 - 2000) byl český a československý politik, po sametové revoluci poslanec Sněmovny lidu Federálního shromáždění za Komunistickou stranu Československa, později za KSČM.

## Biografie
Ve volbách roku 1990 zasedl do Sněmovny lidu (volební obvod Severomoravský kraj) jako bezpartijní za KSČ (KSČS), která v té době byla volným svazkem obou republikových komunistických stran. Po jejím postupném rozvolňování se rozpadla na samostatnou stranu na Slovensku a v českých zemích. V roce 1991 proto Richterek přešel do poslaneckého klubu KSČM. Ve Federálním shromáždění setrval do voleb roku 1992.